# Glacière de Pivaut
La glacière de Pivaut (officiellement glacière du Gaudin) est une glacière située sur la commune française de Mazaugues au lieu-dit Le Gaudin. La glacière est bâtie dans les années 1880, mais face aux avancées technologiques de l'époque, elle n'est utilisée que quelques années. Trois bassins d'un total de 5 000 m2 sont construits en même temps juste derrière la glacière afin de l'alimenter en glace l'hiver.

## La glacière
La glacière, semi-enterrée, d'une hauteur de 23 mètres et d'un diamètre de 17,60 mètres, est construite en grès. Elle permettait la conservation de 3 100 m3 de glace. La cuve de la glacière est fermée par une voûte en forme de coupole, la charpente est une charpente en pierre en forme d'arcade qui converge au sommet vers une pierre taillée en forme d'épis.

## Les bassins
Juxtaposés à la glacière, trois bassins de congélation servent à remplir la glacière en hiver. Chacun des bassins, séparés les uns des autres par une butée de terre et des blocs de pierre, possède une capacité d'environ 750 m3, la surface totale de l'étendue d'eau correspond à 5 000 m2 pour une hauteur d'eau de 15 cm. L’ensoleillement des bassins est atténué par une légère inclinaison et la présence de grands chênes. Entre deux et quatre gelées des bassins sont nécessaires pour remplir la glacière.